# Севідов Юрій Олександрович
Ю́рій Олекса́ндрович Севі́дов (24 серпня 1942, Москва — 11 лютого 2010, Марбелья, Іспанія) — радянський футболіст, тренер і спортивний оглядач. Майстер спорту (з 1961). Син відомого радянського футбольного тренера О. О. Севідова.

## Кар'єра футболіста
Севідов народився 24 серпня 1942 року в Москві. Свою ігрову кар'єру він розпочав у 1959 році в кишинівській «Молдові», а в 1960 році перейшов у московський «Спартак», де провів найкращі роки своєї футбольної кар'єри. У перший же рік Севідов став найкращим бомбардиром першості країни. У столичному клубі Севідов грав п'ять років. У 1961 році «Спартак» виграв бронзу першості СРСР, в 1962 році став чемпіоном, а в 1963 році зайняв друге місце. У 1963 і 1965 Севідов у складі своєї команди виграв Кубок СРСР.
У 1965 році Севідов, перебуваючи за кермом автомобіля, збив людину, яка пізніше померла у лікарні. Футболіст був засуджений до десяти років позбавлення волі. Через чотири роки Севідова випустили з в'язниці за амністією, і він став гравцем алма-атинського клубу «Кайрат». 
У 1972 році Севідов приєднується до складу донецького «Шахтаря», який на той час виступав у Першій лізі чемпіонату СРСР з футболу. Попри свою успішну гольову статистику за донеччан (7 голів за 16 матчів разом з українцями Анатолієм Коньковим та Віктором Прокопенком), він пішов з клубу через високу конкуренцію з Коньковим, яка спричиняла у «роздягальні» дуже гострі конфлікти між ними.
Завершив свою футбольну кар'єру форвард у розташуванні рязанського «Спартака».

## Тренерська кар'єра
У 1970-і роки Севідов почав тренерську кар'єру, але великих успіхів не досяг. Широку популярність Севідов здобув як футбольний коментатор і оглядач. Останні роки Севідов був колумністом видання «Советский спорт» і часто виступав у ролі експерта в спортивних телевізійних передачах.